# Vic Farrell
Vic (Victor Winston) Farrell (Manchester, 8 mei 1945) is een voormalig Brits gitarist, die korte tijd lid was van The Hollies.
Farrell, die de podiumnaam Vic Steele gebruikte, speelde als puber gitaar, geïnspireerd door de Amerikaanse rock-'n-roll. In 1961 werd hij sologitarist van een groep uit Manchester, 'The Emperors of Rhythm', waarin op zeker moment ook Eric Stewart, later bekend van The Mindbenders en 10CC speelde.
Ook zanger Allan Clarke en zanger/gitarist Graham Nash sloten zich aan bij de band. In het najaar van 1962 besloten Clarke, Nash, Farrell om samen met bassist Eric Haydock en drummer Don Rathbone verder te gaan. In december 1962 noemde deze groep zich The Hollies.
Farrell verliet de band in mei 1963 toen The Hollies professioneel werden. Hij durfde de gok niet aan van een onzeker artiestenbestaan en wilde zijn opleiding afmaken. Tony Hicks werd zijn vervanger.